# Scoundrel Days
Scoundrel Days es el segundo álbum de la banda de pop noruega A-ha, lanzado el 6 de octubre de 1986. 
Este álbum presenta en su contenido un predominio del género rock, más que en su primer disco. A su vez, tuvo gran éxito en ventas (aunque menos que el primero). Las canciones con mayor éxito de este trabajo son "I've Been Losing You", "Cry Wolf" y "Manhattan Skyline" .
"Scoundrel Days" ha sido interpretada muchas veces, desde 1987 hasta su último concierto en Rusia, incluyendo una versión en la edición limitada del álbum en directo How Can I Sleep With Your Voice In My Head de 2003. La canción "I've Been Losing You" se toca con mucha frecuencia en sus conciertos, al igual que "Manhattan Skyline" y "Cry Wolf". Las canciones "We're Looking For The Whales" y "Maybe, Maybe" eran habituales durante los conciertos en 1987, al igual que "The Weight Of The Wind". A esta última el grupo decidió incluirla en sus últimos conciertos.

## Ventas
El álbum ha alcanzado alrededor de 6 millones de copias vendidas en todo el mundo. En algunos países se han registrado estas ventas:
- Reino Unido: 3.000.000 copias, 2x Platino.
- EE. UU.: 1.500.000.
- Francia: 500.000 copias, 2x Platinos.
- Alemania: 500.000 copias, Platino.
- España: 100.000 copias, Platino.
- Noruega: 160.000 copias, 3x Platino.

## Temas
| N.º   | Título                         | Escritor(es)        | Duración |  |
| 1.    | «Scoundrel Days»               | Mags y Pål Waaktaar | 3:56     |  |
| 2.    | «The Swing of Things»          | Pål Waaktaar        | 4:14     |  |
| 3.    | «I've Been Losing You»         | Pål Waaktaar        | 4:24     |  |
| 4.    | «October»                      | Pål Waaktaar        | 3:48     |  |
| 5.    | «Manhattan Skyline»            | Mags y Pål Waaktaar | 4:52     |  |
| 6.    | «Cry Wolf»                     | Mags y Pål Waaktaar | 4:05     |  |
| 7.    | «We're Looking for the Whales» | Mags y Pål Waaktaar | 3:39     |  |
| 8.    | «The Weight of the Wind»       | Pål Waaktaar        | 3:57     |  |
| 9.    | «Maybe, Maybe»                 | Mags                | 2:34     |  |
| 10.   | «Soft Rains of April»          | Mags y Pål Waaktaar | 3:12     |  |
| 38:41 |                                |                     |          |  |

## Créditos
- Producción: Alan Tarney, excepto pistas 3, 9 y 10 producidas por Mags y Pål Waaktaar.
- Ingeniero: Gerry Kitchingham.
- Mezclas: John Hudson y Alan Tarney.
- Fotografía: Knut Bry.
- Dirección de arte: Jeri McManus Heiden.
- Diseño: Jeri McManus Heiden, Kim Champagne.
- Estilista: Susan Meier.
- Vestuario: Lucien Foncel.
- Lauren Savoy: letra inicial en "Cry Wolf' ("Night I left the city / I dreamt of a wolf...")

### Músicos
- Graham Prescott: cuerdas en pista 1.
- Michael Sturgis: batería en pistas 2, 3 y 10.
- Leif Karsten Johansen: bajo en pista 3.
- Øystein Jevanord: batería en pista 6.

## Promoción

### Sencillos
- 1986- I've Been Losing You
- 1986- Cry Wolf
- 1987- Manhattan Skyline

### Vídeos musicales
- 1986: I've Been Losing You
- 1986: Cry Wolf
- 1987: Manhattan Skyline

## Edición de lujo
El 6 de mayo se publicó en la web oficial del grupo la noticia de que el sello Rhino Records lanzaba en los Estados Unidos el recopilatorio The Singles 1984-2004. La noticia también anunció el lanzamiento de una edición expandida de los álbumes Hunting High and Low y Scoundrel Days, ambas ediciones de doble CD. Esta edición de lujo, que cuenta con un total de 31 canciones, fue lanzado el 6 de julio de 2010, e incluye los siguientes temas:
| CD 1  |                                            |                     |          |  |
| N.º   | Título                                     | Escritor(es)        | Duración |  |
| 1.    | «Scoundrel Days»                           | Mags y Pål Waaktaar | 4:03     |  |
| 2.    | «The Swing of Things»                      | Pål Waaktaar        | 4:15     |  |
| 3.    | «I've Been losing You»                     | Pål Waaktaar        | 4:25     |  |
| 4.    | «October»                                  | Pål Waaktaar        | 3:56     |  |
| 5.    | «Manhattan Skyline»                        | Mags y Pål Waaktaar | 4:53     |  |
| 6.    | «Cry Wolf»                                 | Mags y Pål Waaktaar | 4:07     |  |
| 7.    | «We're Looking for the Whales»             | Mags y Pål Waaktaar | 3:43     |  |
| 8.    | «The Weight of the Wind»                   | Pål Waaktaar        | 4:00     |  |
| 9.    | «Maybe, Maybe»                             | Mags                | 2:36     |  |
| 10.   | «Soft Rains of April»                      | Mags y Pål Waaktaar | 3:13     |  |
| 11.   | «I've Been Losing You» (Versión extendida) | Pål Waaktaar        | 7:02     |  |
| 12.   | «Cry Wolf» (Versión extendida)             | Mags y Pål Waaktaar | 8:14     |  |
| 13.   | «Manhattan Skyline» (Extended Remix)       | Mags y Pål Waaktaar | 6:50     |  |
| 61:17 |                                            |                     |          |  |

| CD 2  |                                               |                     |          |  |
| N.º   | Título                                        | Escritor(es)        | Duración |  |
| 1.    | «Scoundrel Days» (Demo)                       | Mags y Pål Waaktaar | 3:50     |  |
| 2.    | «The Swing of Things» (Demo #3)               | Pål Waaktaar        | 4:41     |  |
| 3.    | «I've Been Losing You» (Octocon Studios Demo) | Pål Waaktaar        | 3:09     |  |
| 4.    | «October» (Demo)                              | Pål Waaktaar        | 3:00     |  |
| 5.    | «Manhattan Skyline» (Demo)                    | Mags y Pål Waaktaar | 4:58     |  |
| 6.    | «Cry Wolf» (Demo)                             | Mags y Pål Waaktaar | 3:30     |  |
| 7.    | «We're Looking for the Whales» (1984 Demo)    | Mags y Pål Waaktaar | 3:21     |  |
| 8.    | «The Weight of the Wind» (Demo)               | Pål Waaktaar        | 4:20     |  |
| 9.    | «Maybe, Maybe» (Demo)                         | Mags                | 2:25     |  |
| 10.   | «Soft Rains of April» (Guitar Version)        | Mags y Pål Waaktaar | 2:37     |  |
| 11.   | «Scoundrel Days» (Octocon Studios Demo)       | Mags y Pål Waaktaar | 5:01     |  |
| 12.   | «This Alone Is Love»                          | Mags y Pål Waaktaar | 4:30     |  |
| 13.   | «Days on End»                                 | N/D                 | 3:48     |  |
| 14.   | «Train of Thought» (Live)                     | Pål Waaktaar        | 6:30     |  |
| 15.   | «I've Been Losing You» (Live)                 | Pål Waaktaar        | 5:30     |  |
| 16.   | «The Blue Sly» (Live)                         | Pål Waaktaar        | 5:17     |  |
| 17.   | «We're Looking for the Whales» (Live)         | Mags y Pål Waaktaar | 7:10     |  |
| 18.   | «Cry Wolf» (Live)                             | Mags y Pål Waaktaar | 5:40     |  |
| 79:17 |                                               |                     |          |  |